# كاميرانو كازاسكو
كاميرانو كازاسكو (بالإيطالية: Camerano Casasco)‏ هي بلدة وبلدية في مقاطعة أستي في إقليم بييمونتي في جنوب إيطاليا.

## السكان
في سنة 1861 بلغ عدد السكان 1٬139 نسمة، وتطور العدد ليصل في سنة 2011 لـ 480 نسمة.
يظهر هذا المخطط البياني تطور النمو السكاني لـ كاميرانو كازاسكو